# Endre Fejes
Endre Fejes (Budapest, 15 de septiembre de 1923-25 de agosto de 2015) fue un escritor húngaro, ganador del Premio Kossuth, miembro fundador de la Academia Literaria Digital.

## Biografía
Nació el 15 de septiembre de 1923 en Budapest, Hungría, hijo de un obrero. Tras terminar sus estudios secundarios trabajó en la industria de la confección y luego como tornero. Se empleó como jornalero en Europa Occidental entre 1945 y 1949, y luego como tornero en Budapest entre 1949 y 1956. Sus obras empezaron a aparecer en periódicos en 1955.
Su primer libro, El mentiroso (A hazudós), fue publicado en 1958 y por el cual recibió el premio otorgado por el Concejo Central del Sindicato Húngaro.  En esta obra retrata a sus caracteres viviendo en el límite del sueño y la realidad.

En 1962 publicó Cementerio de chatarra (Rozsdatemető), novela que le trajo amplio éxito y buena crítica, alcanzando en breve tiempo más de treinta traducciones.  En esta obra usó técnicas cinematográficas para pintar un retrato detallado sobre la vida de una familia de clase media de posguerra que funciona bajo valores errados.  En 1963 recibió el Premio Attila József por esta obra.  Más tarde sería llevada al teatro por Thália Színház en 1963.
En su colección de cuentos Compañeros alegres (Vidám cimborák), publicada en 1966, sus personajes no son alegres como sugiere el título. En cada una de sus ocho historias existe un microcosmos de tragedia humana: amor, falta de comunicación entre los personajes, ambiciones frustradas, malentendimiento.
Ha sido un atento observador de la vida del obrero.  Sus escritos se caracterizan por traer poesía al tema por medio de una amalgama de realismo y romanticismo.  Sus obras han sido llevadas a la televisión y al cine.

## Obras

### Cuentos
- El mentiroso (A hazudós, 1958)
- Compañeros alegres (Vidám cimborák, 1966)

### Novelas
- Cementerio de chatarra (Rozsdatemető, 1962)

### Ensayos
- Pensamiento del infierno (Gondolta a fene, 1977)

## Reconocimientos
- Premio del Concejo Central del Sindicato Húngaro (Szakszervezetek Országos Tanácsa, SZOT) (1959)
- Premio Attila József (1963)
- Premio Kossuth (1975)
- Premio Luis el Grande (1992)
- Orden del Mérito de la República Húngara (1993)
- Pro Urbe Budapest (1999)
- Home premium (2001)
- Premio Prima Primissima (2009)